# Ines Erbus
Ines Erbus (Slovenija, 1. kolovoza 1993.)  hrvatska i slovenska je pjevačica.

### Singlovi
| Godina | Pjesma          | Festival          | Duet       |
| ------ | --------------- | ----------------- | ---------- |
| 2018.  | Ti i ja         | Bez festivala     | Nema dueta |
| 2017.  | Tornado         | CMC festival 2017 | Nema dueta |
| 2017.  | No no no        | Bez festivala     | Nema dueta |
| 2017.  | Nemoj mi reći   | Bez festivala     | Pirati     |
| 2016.  | Kada cura časti | Bez festivala     | Nema dueta |
| 2014.  | Moje oči plave  | Bez festivala     | Nema dueta |
| 2015.  | Malo se popilo  | Bez festivala     | Nema dueta |
| 2013.  | Dim od cigareta | Bez festivala     | Nema dueta |